# Lytta melanurus
Lytta melanurus là một loài bọ cánh cứng trong họ Meloidae. Loài này được Hope miêu tả khoa học năm 1831.